# Давід Турпель
Давід Турпель (люксемб. David Turpel, нар. 19 жовтня 1992) — люксембурзький футболіст, нападник клубу «Прогрес» (Нідеркорн) та національної збірної Люксембургу.

## Клубна кар'єра
У дорослому футболі дебютував 2010 року виступами за команду клубу «Етцелла», в якій провів чотири сезони, взявши участь у 63 матчах чемпіонату. У складі «Етцелли» був одним з головних бомбардирів команди, забивши за чотири сезони 35 голів у національному чемпіонаті.
До складу клубу «Ф91 Дюделанж» приєднався 2014 року. Відтоді встиг відіграти за клуб з Дюделанжа 99 матчів у національному чемпіонаті, у яких відзначився 81 забитим м'ячем. Двічі — в 2016 і 2018 роках — він визнавався кращим гравцем Люксембургу, а у 2018 році він став кращим бомбардиром чемпіонату країни, тричі ставав чемпіоном країни.
У 2019 році Турпель перейшов до складу нижчолігового бельгійського клубу «Віртон», у якому грав до 2020 року. У 2020 році повернувся на батьківщину до клубу «Свіфт», проте не пробившись за 2 роки до основного складу команди, у 2022 році перейшов до іншого люксембурського клубу «Прогрес» (Нідеркорн).

## Виступи за збірні
Від 2011 року залучався до складу молодіжної збірної Люксембургу. На молодіжному рівні зіграв у 10 офіційних матчах, забив 1 гол.
14 листопада 2012 року дебютував в офіційних матчах у складі національної збірної Люксембургу у товариському матчі зі збірною Шотландії, вийшовши на заміну на 71 хвилині матчу. Уперше забитим м'ячем за збірну Давід Турпель відзначився у матчі відбіркового турніру до чемпіонату Європи 2016 року в матчі проти збірної Македонії. У складі головної команди країни грав до 2019 року, провів у її складі 52 матчі, в яких відзначився 6 забитими м'ячами.

## Титули та досягнення
- Чемпіон Люксембургу (4):

«Ф91 Дюделанж»: 2016, 2017, 2018, 2019
- Володар Кубка Люксембургу (3):

«Ф91 Дюделанж»: 2016, 2017, 2019
- Найкращий бомбардир Чемпіонату Люксембургу (1):

«Ф91 Дюделанж»: 2018